# Anatolij Kurjan
Anatolij Iwanowicz Kurjan (ros. Анатолий Иванович Курьян, ur. 11 lutego 1942 w Irkucku) – radziecki lekkoatleta, długodystansowiec, wicemistrz Europy z 1966.
Zdobył srebrny medal w biegu na 3000 metrów z przeszkodami na mistrzostwach Europy w 1966 w Budapeszcie za swym kolegą z reprezentacji Wiktorem Kudinskim, a przed obrońcą tytułu Gastonem Roelantsem z Belgii. Ustanowił wówczas swój rekord życiowy czasem 8:28,0.
Zwyciężył w biegu na 3000 metrów z przeszkodami w finale Pucharu Europy w 1967 w Kijowie.